# Litwa na Letniej Uniwersjadzie 2007
Litwę na Letniej Uniwersjadzie w Bangkoku reprezentowało  zawodników. Litwini zdobyli 5 medali (2 złote i 3 brązowe)

## Medale

### Złoto
- Drużyna koszykarzy
- Viktorija Žemaitytė - lekkoatletyka, siedmiobój

### Brąz
- Karolis Bauza - judo, kategoria poniżej 90 kg
- Egidijus Zilinskas - judo, kategoria poniżej 100 kg
- Audra Dagelyte - lekkoatletyka, 100 metrów